# Joseph Weldon Bailey junior
Joseph Weldon Bailey Jr. (* 15. Dezember 1892 in Gainesville, Texas; † 17. Juli 1943 ebenda) war ein US-amerikanischer Politiker. Zwischen 1933 und 1935 vertrat er den Bundesstaat Texas im US-Repräsentantenhaus.

## Werdegang
Joseph Bailey war der Sohn von Joseph Weldon Bailey Sr. (1862–1929), der den Staat Texas in beiden Kammern des Kongresses vertrat. Er besuchte die öffentlichen Schulen seiner Heimat und in Washington, D.C. Danach studierte er bis 1915 an der Princeton University und dann bis 1919 an der University of Virginia in Charlottesville. Diese Zeit war durch seinen Militäreinsatz während des Ersten Weltkrieges unterbrochen. Dabei erreichte er in der US Army den Rang eines Oberleutnants. Nach seiner Zulassung als Rechtsanwalt begann er in diesem Beruf zu arbeiten. Gleichzeitig schlug er als Mitglied der Demokratischen Partei eine politische Laufbahn ein.
Bei den Kongresswahlen des Jahres 1932 wurde Bailey im damals neu eingerichteten 19. Wahlbezirk von Texas in das US-Repräsentantenhaus in Washington gewählt, wo er am 4. März 1933 sein neues Mandat antrat. Da er im Jahr 1934 auf eine weitere Kandidatur verzichtete, konnte er bis zum 3. Januar 1935 nur eine Legislaturperiode im Kongress absolvieren. Während seiner Zeit im Kongress wurden dort die ersten der New-Deal-Gesetze der Bundesregierung unter Präsident Franklin D. Roosevelt verabschiedet, denen Bailey aber teilweise reserviert gegenüberstand. Er war, obwohl Mitglied der Demokratischen Partei, in vielen Punkten nicht mit der New-Deal-Politik des Präsidenten einverstanden.
1934 strebte Bailey erfolglos die Nominierung seiner Partei für die Wahlen zum US-Senat an. Nach dem amerikanischen Eintritt in den Zweiten Weltkrieg wurde er Hauptmann im United States Marine Corps. Er starb am 17. Juli 1943 im Camp Howze in Gainesville an den Folgen eines Autounfalls.